# La manzana de la discordia
La manzana de la discordia es una película mexicana de 1968 escrita y dirigida por Felipe Cazals con diálogos adicionales de René Avilés Fábila y Jorge Martínez de Hoyos. Se estrenó en el Salón Rojo de la Cineteca Nacional el 13 de septiembre de 1974. Fue ganadora del Gran Premio Internacional de Cine de Autor en Benalmádena, España, en 1969. La manzana de la discordia es a menudo reconocida como la primera película de Felipe Cazals y el largometraje que lo catapultó a la fama. 
El guion original de Roger Serra se llamaba Tres gatos en una perrera y narra la historia de tres alemanes prófugos en Latinoamérica. Su rodaje comenzó el 6 de septiembre de 1968 y duró dos semanas en locaciones del Distrito Federal y La Marquesa. El rodaje fue improvisado y aunque trataban de apegarse al guion, los arrebatos del director la llevaron a seguir diferentes caminos. 

## Argumento
La película comienza con una orgía en el burdel de un pueblo, Eleazar convence a Vicentino y al alcohólico Narváez de robar y matar a un viejo y rico terrateniente. Al emprender el viaje, un cura los invita a refugiarse en un asilo de ancianos. Cuando dejan el asilo y regresan a su misión, se topan con el veterinario Mario que estacionó su Volkswagen cerca de los villanos para ir por agua a un arroyo. Los tres tipos forcejean con la mujer embarazada del veterinario al que después golpean intentando que les diga dónde está el terrateniente. Mario no sabe nada acerca de la persona que buscan así que Vicentino lo tortura y mata con un cuchillo. La mujer del veterinario intenta huir pero comienza a tener dolores de parto ante Narváez que la mira aún embrutecido por el alcohol. 
Eleazar ignora los reclamos de su amante Yolanda y siguen su camino en busca del terrateniente. Cuando descubren el cuerpo de Mario, el cura intenta consolar a la parturienta pero termina forcejeando con ella y Yolanda se va en un tren. Al encontrar al terrateniente, Vicentino se hace pasar por su criado para llevarlo en su silla de ruedas. El terrateniente no es paralítico pero se hace pasar por tal, incluso cuando Eleazar lo amenaza de muerte. El hombre intenta convencerlo de su condición pero Eleazar lo mata a tiros y Narváez lanza su cadáver en silla de ruedas por una pendiente. Al final, Eleazar le da a Vicentino la parte del botín que le corresponde y va con Narváez a un burdel del que salen riendo a carcajadas con un árabe.

## Elenco
- Jorge Martínez de Hoyos - Eleazar
- Ramón Menéndez - Vicentino
- Sergio Ramos «El Comanche» - Narváez
- Max Kerlow - árabe
- Modesto Boronat
- Mario Casillas - Mario
- Giovanni Korporaal - el viejo terrateniente
- Yolanda Ciani - Yolanda
- Yolanda Alatorre - la parturienta

## Crítica
Según Eduardo Marín Conde: «La manzana de la discordia es un caso realmente insólito dentro del cine mexicano. Es una producción independiente que marcó una ruptura enorme y brutal con el estilo tradicional, sólo[sic] comparable a los filmes de Alejandro Jodorowsky, como Fando y Lis. La cinta narra una historia incoherente y sin explicación; casi no tiene diálogos y la cámara permanece excesivamente fija».

## Premios
- Gran Premio Internacional de Cine de Autor - Balmadena, España, 1969.*